# (9932) Kopylov
(9932) Kopylov (1985 QP5) – planetoida z pasa głównego asteroid okrążająca Słońce w ciągu 4,08 lat w średniej odległości 2,55 j.a. Odkryta 23 sierpnia 1985 roku.